# 23875 Strube
23875 Strube là một tiểu hành tinh vành đai chính với chu kỳ quỹ đạo là 1603.9154070 ngày (4.39 năm).
Nó được phát hiện ngày 14 tháng 9 năm 1998.